# Maria Skazel

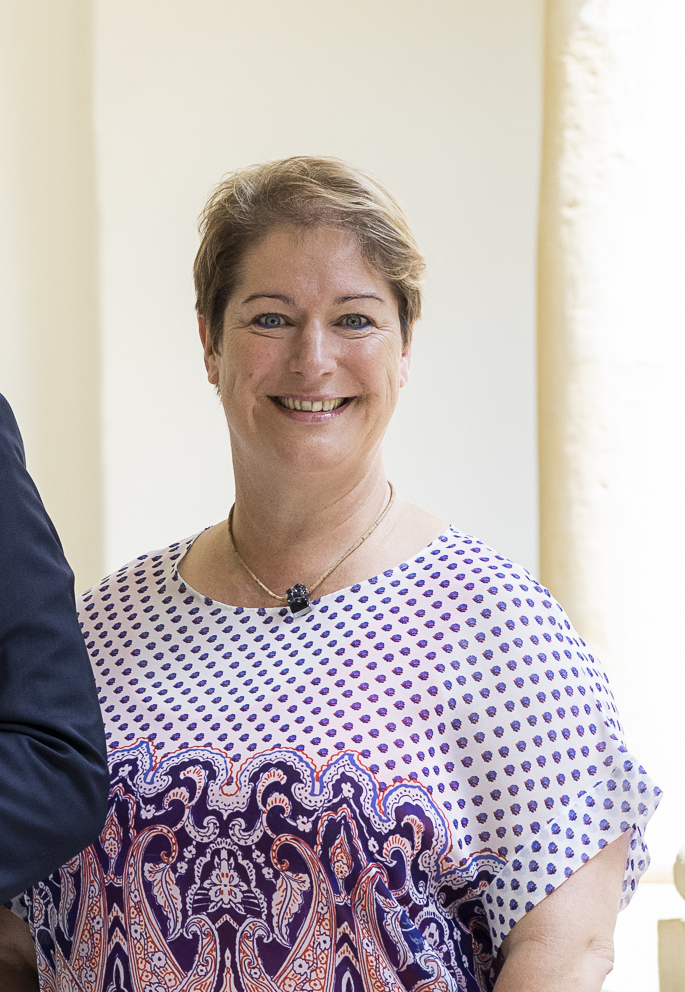
Maria Skazel im Juni 2022

Maria Skazel (* 2. September 1969 in Eibiswald) ist eine österreichische Politikerin der Österreichischen Volkspartei (ÖVP). Seit Oktober 2013 ist sie Bürgermeisterin in Sankt Peter im Sulmtal. Vom 17. Dezember 2019 bis zum 18. Dezember 2024 war sie Abgeordnete zum Landtag Steiermark.

## Leben

### Ausbildung und Beruf
Maria Skazel besuchte nach der Volksschule in Sankt Peter im Sulmtal die Hauptschule Schwanberg und 1983/84 das Bundesoberstufenrealgymnasium (BORG) in Deutschlandsberg. Anschließend erlernte sei den Beruf der Bürokauffrau, die Lehre schloss sie 1988 mit der Lehrabschlussprüfung mit Auszeichnung ab. 1992 legte sie die Personalverrechnerprüfung ab. Von 1986 bis 2000 war sie als Bürokauffrau tätig. Seit September 2000 ist sie als Vertragsbedienstete der Gemeinde St. Peter im Sulmtal für die Bereiche Lohnverrechnung, Buchhaltung, Steuern/Abgaben verantwortlich und nach Absolvierung des Standesbeamtenlehrganges im Jahr 2002 auch Standesbeamtin. 2003 legte sie die Verwaltungsdienstprüfung ab, 2017/18 absolvierte sie an der Donau-Universität Krems den Universitätslehrgang Verwaltungsmanagement.

### Politik
Skazel gehörte ab 2010 dem Gemeinderat in Sankt Peter im Sulmtal an, wo sie im Oktober 2013 Alois Painsi als Bürgermeisterin nachfolgte. In Sankt Peter im Sulmtal ist sie seit 2014 Ortsparteiobfrau der ÖVP sowie Ortsleiterin der ÖVP Frauen. Im Bezirk Deutschlandsberg wurde sie 2017 ÖVP-Bezirksparteiobmann-Stellvertreterin und war von 2016 bis 2019 Bezirksleiterin-Stellvertreterin der ÖVP Frauen. Seit 2011 ist sie Europa-Gemeinderätin, seit 2019 gehört sie dem Bezirksvorstand des Österreichischen Arbeitnehmerinnen- und Arbeitnehmerbundes (ÖAAB) im Bezirk Deutschlandsberg an.
Bei der Landtagswahl 2019 kandidierte sie auf dem zehnten Listenplatz der Landesliste sowie als Spitzenkandidatin im Bezirk Deutschlandsberg. Am 17. Dezember 2019 wurde sie zu Beginn der XVIII. Gesetzgebungsperiode als Abgeordnete zum Landtag Steiermark angelobt. Im Herbst 2020 folgte sie Josef Niggas als Obfrau des Gemeindebundes im Bezirk Deutschlandsberg nach, zuvor war sie fünf Jahre Stellvertreterin von Niggas.
Für die Landtagswahl 2024 verzichtet sie auf eine Kandidatur und schied mit 18. Dezember 2024 aus dem Landtag aus.